# لورا اینگرم
لورا اینْگرَم (انگلیسی: Laura Ingraham؛ زادهٔ ۱۹ ژوئن ۱۹۶۳) یک مجری رادیو، نویسندهٔ کتب پرفروش و مفسر سیاسی اهل آمریکایی است. تاک شوی سرتاسر کشوری او، ده لورا اینگرم شو در سرتاسر آمریکا پخش می‌شود و او میهمان رسمی دی اورایلی فکتر فاکس نیوز' است. در ۱۳ آوریل، ۲۰۱۴، جرج استفاناپولوس اعلام کرد که او به عنوان مشارکت‌کننده به برنامهٔ، ده ویک ای‌بی‌سی نیوز پیوسته‌است.